# Sigsbeia lineata
Sigsbeia lineata är en ormstjärneart som beskrevs av Christian Frederik Lütken och Ole Theodor Jensen Mortensen 1899. Sigsbeia lineata ingår i släktet Sigsbeia och familjen Hemieuryalidae. Inga underarter finns listade i Catalogue of Life.